# Iqaluit
Iqaluit ist die Hauptstadt des seit dem 1. April 1999 bestehenden kanadischen Territoriums Nunavut und zugleich Verwaltungssitz der Region Qikiqtaaluk (Baffin). Sie wurde 2001 in den Rang einer ville bzw. city erhoben. Das Inuktitut-Wort Iqaluit (ᐃᖃᓗᐃᑦ) bedeutet „Ort mit viel Fisch“.

## Geschichte
Iqaluit, bis 1. Januar 1987 Frobisher Bay genannt, liegt am inneren, nordwestlichen Ende der Frobisher-Bucht auf der südlichen Baffin-Insel im Nordpolarmeer. Der Ort hat sich aus einem US-amerikanischen Luftwaffenstützpunkt entwickelt, der mit Zustimmung der kanadischen Regierung 1942 entstanden war und 1963 in den Besitz der kanadischen Luftwaffe (Royal Canadian Air Force) überging.
In der Region waren seit rund 4000 Jahren Vorfahren der heutigen Inuit ansässig, zunächst Menschen der Dorset-Kultur, dann der Thule-Kultur. Als erster Europäer erreichte Martin Frobisher 1576 auf der Suche nach der Nordwestpassage die später nach ihm benannte Bucht (ohne allerdings bis an ihr Ende vorzudringen). Im 18. und im 19. Jahrhundert kamen immer wieder Forscher, Händler und Walfänger an die Küsten des südlichen Teils der Baffin-Insel, schließlich auch Missionare.
1950 verlegte die Hudson’s Bay Company ihren, bis dahin am 50 Kilometer entfernten Ward Inlet gelegenen Handelsposten an die Frobisher Bay. Mitte der 1950er Jahre baute die kanadische Regierung sie zu einer Mustersiedlung mit Namen Apex (von den Inuit Niaqunngut genannt) aus. Heute ist das 5 Kilometer vom Zentrum Iqaluits entfernte Apex ein Vorort der Hauptstadt. 1955 begann der Aufbau der DEW Line („Distant Early Warning Line“, Frühwarnsystem). Seither hat sich die Einwohnerzahl verfünffacht. Das Stadtrecht erhielt Iqaluit 1980.
Als 1995 die Hauptstadt für Nunavut gesucht wurde, wurde Iqaluit auf dem ersten Platz vor Rankin Inlet gewählt.
2002 war die Stadt Austragungsort der Arctic Winter Games.

## Demographie
Der Zensus im Jahr 2016 ergab für die Gemeinde eine Bevölkerungszahl von 7.740 Einwohnern und ein Medianalter von 31,1 Jahren. Das Medianalter des Territoriums lag 2016 bei 25,1 Jahren. Das örtliche Durchschnittsalter lag ebenfalls bei 31,1 Jahren, bzw. bei 27,7 Jahren im Territorium.
Beim Zensus 2011 hatte die Gemeinde 6.699 Einwohner, von denen knapp 85 % Inuit waren.

## Einrichtungen

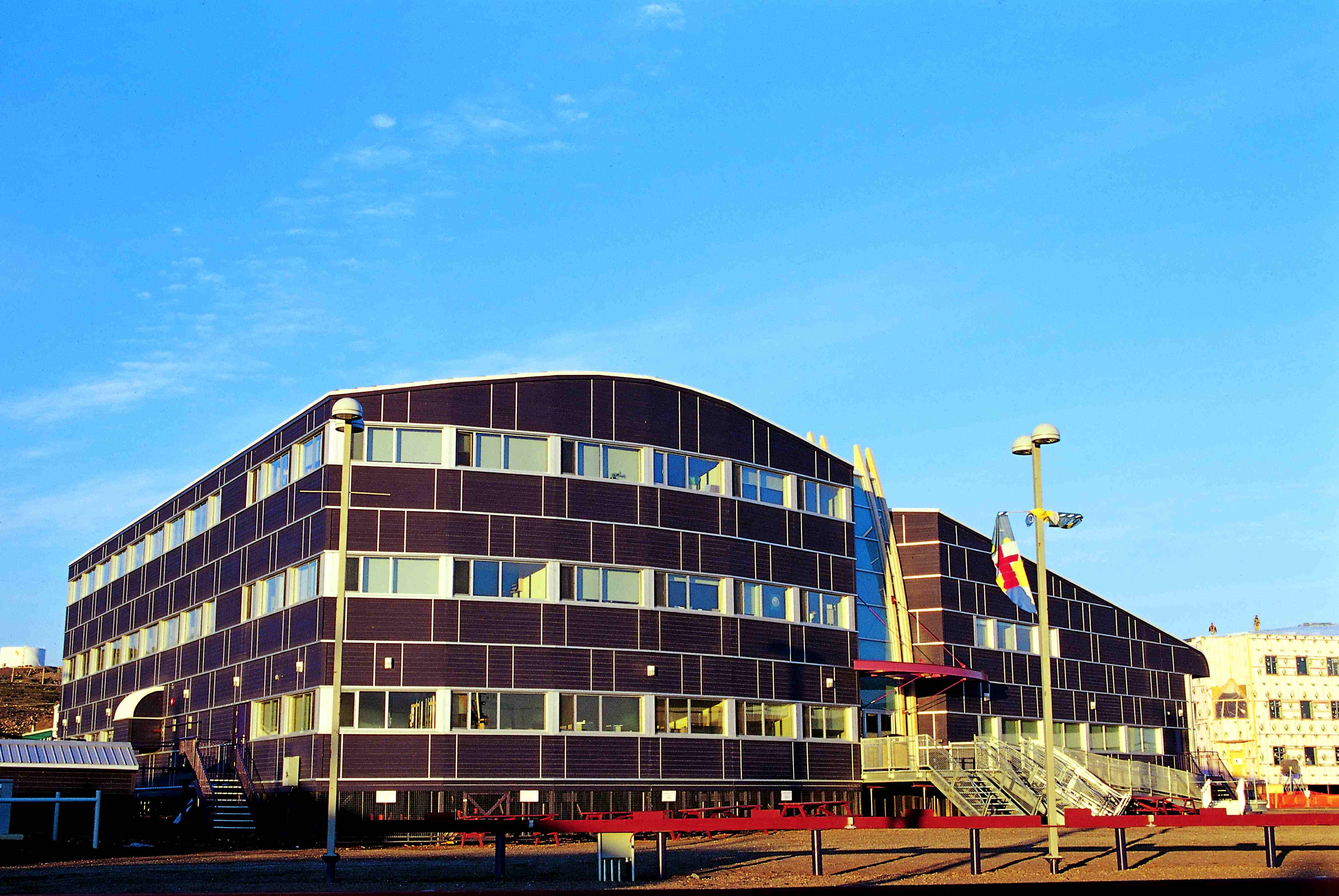
Nunavut-Parlamentsgebäude in Iqaluit

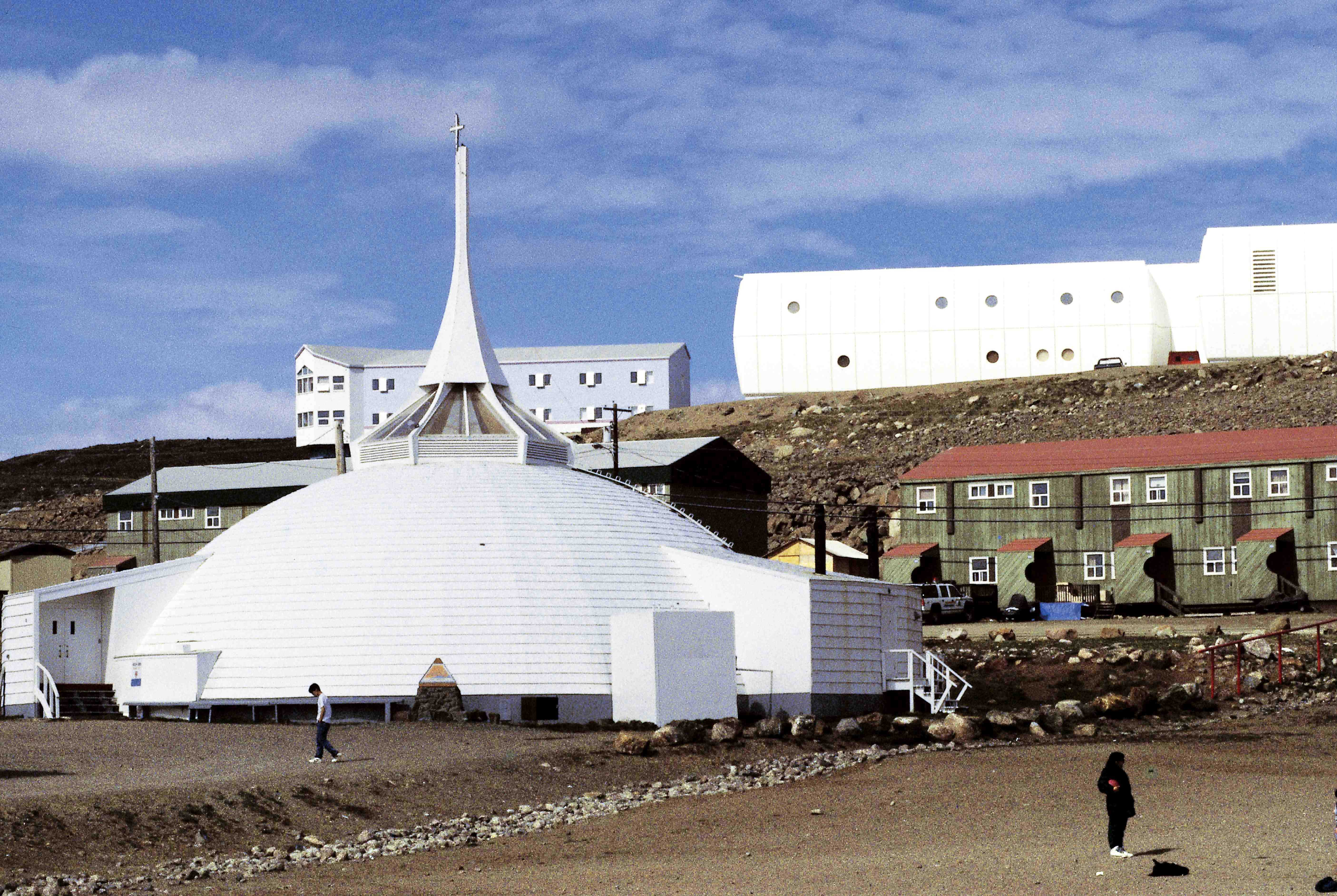
Anglikanische Kirche St. Jude, 2004 bei einem Anschlag zerstört

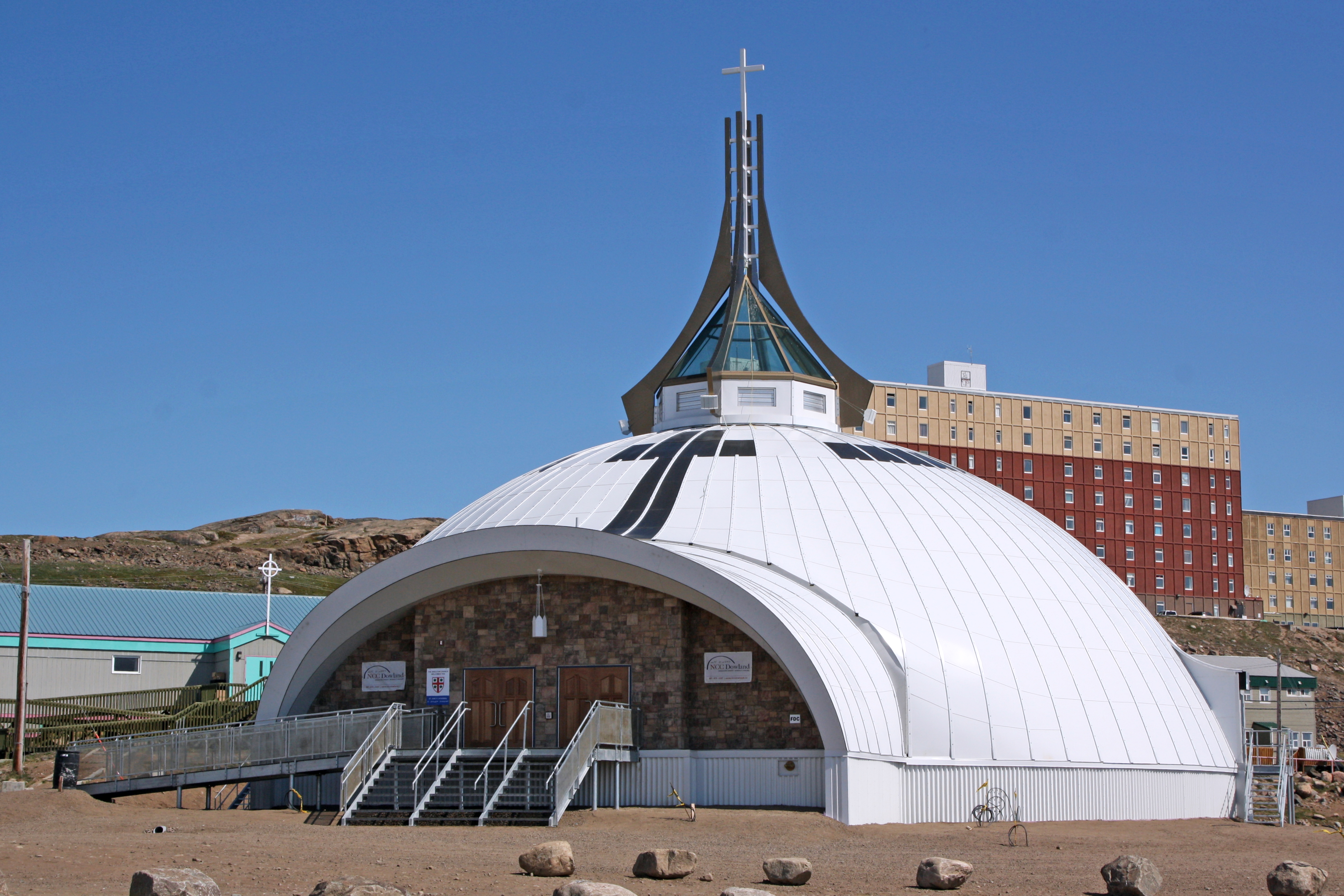
Die 2012 wiederaufgebaute Kirche St. Jude

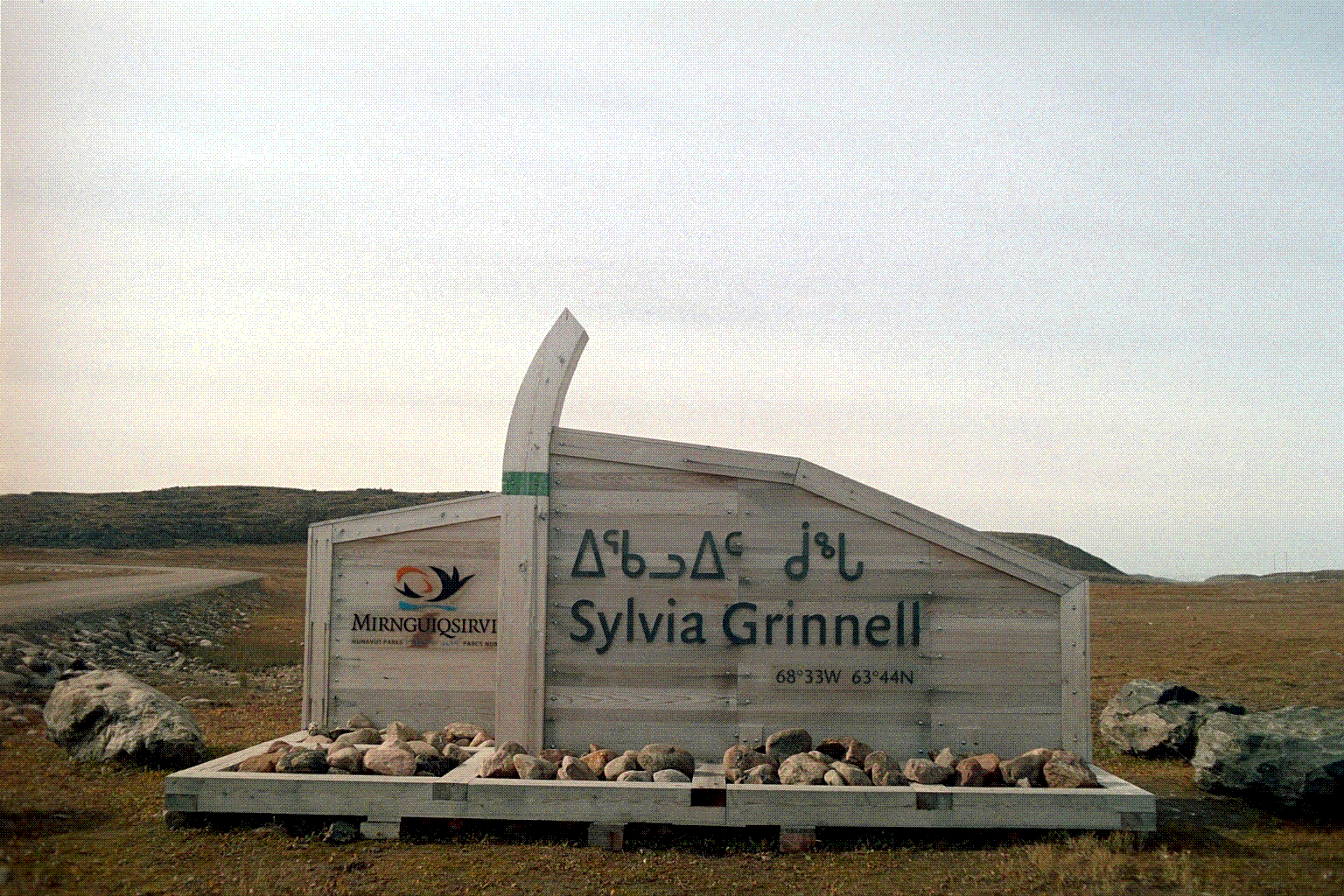
Eingang zum Sylvia-Grinnell-Territorialpark am Stadtrand

Am Regierungssitz Iqaluit befinden sich Regierungsgebäude und ein Parlamentsgebäude, das Gerichtsgebäude von Nunavut (Prozesse finden aber auch an anderen Orten statt), ein 2008 neu erbautes Polizeigebäude der RCMP und ein Gefängnis. Außerdem besitzt Iqaluit mehrere Kirchen, so die römisch-katholische Kirche „Our Lady of the Assumption“, die anglikanische Kirche „St. Simon“ in Apex, eine Kirche der Pfingstler (Pentecostal Church) und ein Bahai-Haus.  
Die anglikanische Kirche „St. Jude“, in ihrer äußeren Form einem Iglu nachempfunden, die als der schönste Sakralbau der Arktis galt, wurde 2004 bei einem Brandanschlag zu großen Teilen zerstört, woraufhin sie abgerissen wurde. Der Wiederaufbau in leicht veränderter Architektur, jedoch erneut in Form eines Iglus, wurde 2012 fertiggestellt. Seine Finanzierung war für die Stadt, mit weniger als 6000 Einwohnern zum Zeitpunkt des Brandanschlags, schwierig. Kanadas wirtschaftliches Wachstum, gefördert durch steigende Rohstoffpreise im neuen Jahrtausend, sowie das stabile Bevölkerungswachstum der Stadt selbst begünstigten den Wiederaufbau. 
Sehenswert sind außerdem das Nunatta Sunakkutanngit Museum (historische und archäologische Sammlung) und das Unikkaarvik-Besucherzentrum (u. a. Sammlung erlesener Inuit-Kunst). Ferner verfügt Iqaluit über ein Klinikum und weitere Einrichtungen.

## Wirtschaft und Infrastruktur

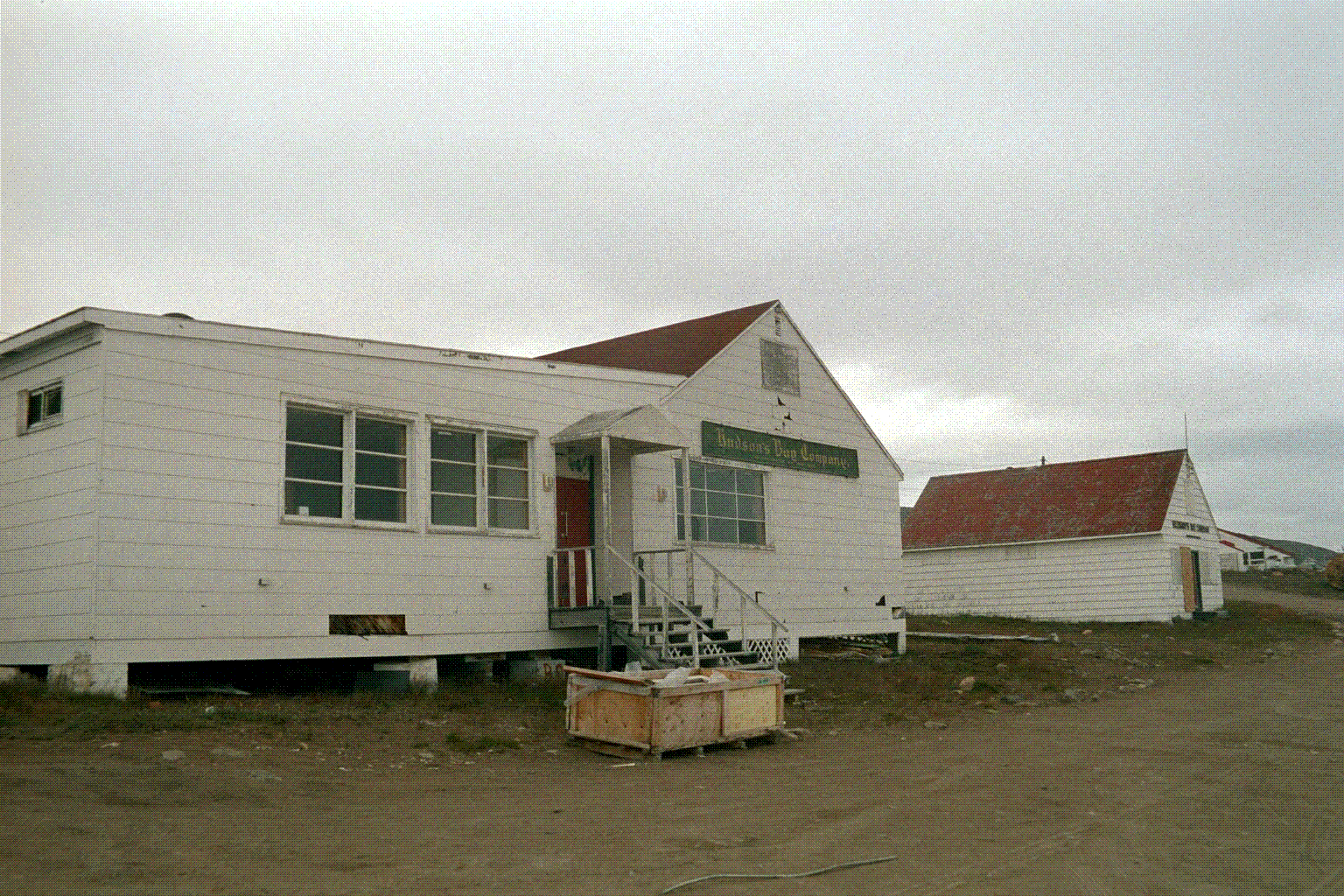
Gebäude der Hudson’s Bay Company im Ortsteil Apex

### Bildung und Forschung
Es gibt sieben Schulen in der Stadt, die den gesamten Primar- und Sekundarschulbereich abdecken. Davon sind sechs öffentliche Schulen und eine private Einrichtung. Sechs Schulen bieten englischsprachigen Unterricht an, eine weitere unterrichtet auf Französisch.  
Es gibt zwei Hochschulen in der Stadt, das Nunavut Arctic College (Nunatta Campus) sowie die Akitsiraq Law School.

### Medien
Die Nunatsiaq News ist die größte Zeitung der Stadt; sie erscheint wöchentlich. Die zweitgrößte Zeitung heißt News/North. In der Stadt befinden sich auch mehrere Hörfunksender: CBC Radio One bietet Wortbeiträge sowie aktuelle und lokale Nachrichten, The New Triple 9 spielt aktuelle Chartmusik, CFRT-FM ist ein französischsprachiger Lokalsender.

### Verkehr
Von Flughafen Iqaluit aus werden einige nationale Flugziele angeflogen, zum Beispiel Ottawa. Er wird auch von Airbus für die Kältetests neuentwickelter Flugzeuge angeflogen. In der Vergangenheit landeten hier beispielsweise A380 und A350 in der Flugerprobungsphase.

## Sehenswürdigkeiten
Iqaluit ist Ausgangspunkt für Touren in den Qaummaarviit-Geschichtspark, den Sylvia Grinnell Territorial Park und den sich bis in die Nähe des etwas kleineren Ortes Kimmirut erstreckenden Katannilik Territorial Park. Aufgrund der vielfältigen Flora und Fauna ist der Soper Heritage River Park sehenswürdig.

## Persönlichkeiten
- Eva Aariak (* 1955), kanadische Politikerin
- Aluki Kotierk (* 1975), inuit-kanadische Politikerin und Aktivistin für Indigenen-Rechte
- Paul Okalik (* 1964), ehemaliger Premierminister von Nunavut zwischen 1999 und 2008
- Sheila Watt-Cloutier (* 1953), kanadische Aktivistin
- Anna Lambe (* 2000), inuit-kanadische Schauspielerin

## Klima
Gemäß der Klimaklassifikation nach Köppen und Geiger wird das Klima als Tundraklima (ET) eingestuft, da die Durchschnittstemperatur des wärmsten Monats unter 10 °C liegt.
|                        | Jan   | Feb   | Mär   | Apr   | Mai  | Jun  | Jul  | Aug  | Sep  | Okt  | Nov   | Dez   |   |       |
| Mittl. Temperatur (°C) | −26,6 | −28,0 | −23,7 | −14,8 | −4,4 | 3,6  | 7,7  | 6,8  | 2,2  | −4,9 | −12,8 | −22,7 | ⌀ | −9,7  |
| Mittl. Tagesmax. (°C)  | −22,5 | −23,8 | −18,8 | −9,9  | −0,9 | 6,8  | 11,6 | 10,3 | 4,7  | −2,0 | −8,9  | −18,5 | ⌀ | −5,9  |
| Mittl. Tagesmin. (°C)  | −30,6 | −32,2 | −28,6 | −19,6 | −7,8 | 0,3  | 3,7  | 3,3  | −0,4 | −7,7 | −16,7 | −26,9 | ⌀ | −13,5 |
|                        |       |       |       |       |      |      |      |      |      |      |       |       |   |       |
| Niederschlag (mm)      | 21,1  | 15,0  | 21,8  | 28,2  | 26,9 | 35,0 | 59,4 | 65,7 | 55,0 | 36,7 | 29,1  | 18,2  | Σ | 412,1 |
|                        |       |       |       |       |      |      |      |      |      |      |       |       |   |       |
| Sonnenstunden (h/d)    | 1,1   | 3,5   | 5,5   | 7,5   | 6,2  | 6,6  | 7,0  | 5,5  | 3,0  | 1,8  | 1,3   | 0,6   | ⌀ | 4,1   |
|                        |       |       |       |       |      |      |      |      |      |      |       |       |   |       |
| Regentage (d)          | 11,9  | 10,6  | 12,0  | 12,5  | 12,2 | 10,5 | 13,2 | 15,0 | 15,3 | 15,4 | 14,3  | 11,8  | Σ | 154,7 |
|                        |       |       |       |       |      |      |      |      |      |      |       |       |   |       |
| Luftfeuchtigkeit (%)   | 72    | 71    | 70    | 75    | 79   | 77   | 75   | 78   | 79   | 80   | 76    | 72    | ⌀ | 75,4  |

| −30,6 |

| −32,2 |

| −28,6 |

| −19,6 |

| −7,8 |

| 0,3 |

| 3,7 |

| 3,3 |

| −0,4 |

| −7,7 |

| −16,7 |

| −26,9 |

| −30,6 |

| −32,2 |

| −28,6 |

| −19,6 |

| −7,8 |

| 0,3 |

| 3,7 |

| 3,3 |

| −0,4 |

| −7,7 |

| −16,7 |

| −26,9 |